# Pascual Gilman
Pascual Gilman ( significa Hombre gil, es decir hombre tonto o torpe), es una obra cómica de teatro protagonizada por David Santalla en 1986. 
Esta obra se inspiró en los Amos del Universo, en el personaje de la serie animada He-Man, aunque al estilo de la serie, El Chapulín Colorado perteneciente a Roberto Gómez Bolaños. En su época tuvo un gran éxito entre sus seguidores, principalmente por el público boliviano, pues He-Man estaba muy de moda en aquellos tiempos y el héroe era imitado al estilo de un campesino andino.
Para la presentación del personaje en la cartelera se mostraba a un indígena vestido de gorra tal como lo utilizan los campesinos en el altiplano boliviano y peruano, una polera blanca con en el pecho grabado o dibujado una montaña nevada, una capa roja y un pantalón y zapatos. Cuando tenía levantada su espada, se fondo no se veía el Castillo Grayskull sino la imagen de  Skeletor.
- Datos: Q6065436